# 토브 크리스텐슨
토브 크리스텐슨(Tove Christensen, 1973년 2월 20일 ~ )은 캐나다의 배우, 영화 프로듀서이다.
밴쿠버에서 태어났다.

## 영화
- 더 킬러: 소녀살인 (2016년)
- 더 탱크 (2016년)
- 아메리칸 하이스트 (2014년)
- 아웃캐스트 : 절명도망 (2014년)
- 베니싱 (2010년)
- 찰리 뱅스의 교육 (2007년)
- 섀터드 글래스 (2003년)